# 3-я Туркестанская стрелковая дивизия
3-я Туркестанская горнострелковая дивизия — горнострелковое формирование РККА, созданное в годы Гражданской войны в России.

## История дивизии
3-я Туркестанская стрелковая дивизия (1-го формирования) была сформирована 20 декабря 1919 года на базе Семиреченского отряда, сформированного Приказом РВС Туркестанского фронта № 11, от 22 ноября 1919 года, из войск Семиреченского фронта. В 1920 году дивизия была переброшена из Семиреченской области в Ферганскую долину.
Приказом войскам Туркфронта № 567/344 от 4 мая 1921 года Управление 3-й стрелковой дивизии было переименовано в Управление 2-й Туркестанской стрелковой дивизии (дивизия фактически расформирована).
Приказом войскам Туркфронта № 948/389 от 12 июля 1922 года 3-я Туркестанская стрелковая дивизия была восстановлена. На формирование её Управления обращено Управление 1-й Туркестанской стрелковой дивизии.
Весной 1922 года дивизия вошла в состав Бухарской группы войск под командованием Н. Е. Какурина, сформированной для борьбы с басмачеством. Помимо 3-й Туркестанской стрелковой дивизии в состав группы входили 1-я и 2-я отдельные Туркестанские кавалерийские бригады, два кавалерийских эскадрона из состава Верненских кавалерийских командных курсов. Позднее в распоряжение группы прибыли части из Московского военного округа и Белоруссии.
С октября 1922 года дивизия входила в состав 13-го стрелкового корпуса Туркестанского фронта. После сформирования Среднеазиатского военного округа в июне 1926 года вошла в его состав.
Место дислокации — г. Термез Узбекской ССР вблизи государственной границы СССР—Афганистан.
Согласно Приказу РВС СССР № 219 от 29 апреля 1927 года дивизии присвоено имя ЦИК Таджикской АССР (с 1929 года — Таджикская ССР).
По приказу РВС СССР № 09 от 1 октября 1929 года дивизия перешла на штаты горнострелковой дивизии.
Приказом РВС СССР № 36 от 13 февраля 1930 года 3-я Туркестанская стрелковая дивизия переименована в горнострелковую.
В конце 1934 года горнострелковая дивизия перешла на особые штаты (позже изменённые) в составе управления, двух горнострелковых и одного артиллерийского полков, батальона связи, сапёрного батальона, танковой роты, звена авиации, подразделений обслуживания и обеспечения.
Приказом НКО № 072 от 21 мая 1936 года и приказом по войскам САВО № 078 от 21 июня 1936 года 3-я Туркестанская горнострелковая Краснознамённая дивизия имени ЦИК Таджикской ССР была переименована в 68-ю Туркестанскую Краснознамённую горнострелковую дивизию им. ЦИК Таджикской ССР, а её части: 9-й, 13-й и 14-й горнострелковые Туркестанские Краснознамённые полки — соответственно в 202-й, 203-й и 204-й горнострелковые Туркестанские Краснознамённые полки. Части носившие прежде номер «3» получили номер «68».

## Боевая деятельность
Дивизия вела бои на территории Семиреченской области против белоказачьих отрядов атамана Дутова, остатков войск Колчака (январь—март 1920), семиреченского белоказачества атамана Анненкова, бои за Лепсинск (апр. 1920), участвовала в операциях по ликвидации басмачества в Ферганской области (декабрь 1920 — май 1921), в районе Душанбе (1923—1924), в Таджикистане (1923—1931) и Узбекистане (апрель—июнь 1931).
Весной и летом 1926 года 3-я Туркестанская стрелковая дивизия совместно с другими соединениями и частями Красной Армии участвовала в комбинированной операции против басмачества в Восточном Таджикистане. Операцией руководили член Реввоенсовета СССР С. М. Буденный, прибывший в Среднюю Азию весной 1926 г., и командующий Туркестанским фронтом К. А. Авксентьевский. В этих боях отличился 7-й стрелковый Туркестанский Краснознамённый полк (бывший 208-й полк 24-й стрелковой Симбирской железной дивизии, c 1930 — 9 гсп).
В апреле—июне 1931 года дивизия в составе Таджикской группы войск вела бои с басмаческими отрядами Ибрагим-бека, вторгшимися в Таджикистан из Афганистана в марте 1931 года.
В июле—сентябре 1935 года военный отряд, состоявший из 70 человек, в основном военнослужащих 13-го горнострелкового полка 3-й Туркестанской горнострелковой дивизии, совершил 40-дневный учебный поход по маршруту город Ош — озеро Каракуль и обратно с подъёмом на высоты 5700 — 6100 метров в полном боевом снаряжении и с материальной частью, со стрельбами из винтовок, ручных и станковых пулеметов, горных орудий (известен как 1-й Памирский высокогорный поход РККА). В отряд входили горно-разведывательная и горнострелковая роты, горно-вьючная батарея, горнокавалерийский эскадрон, взводы связи, саперный, горнотранспортный взвод, отделение химиков, санитарная и ветеринарная части. В походе принимали участие армейские альпинисты и начальник 2-го отдела САВО полковник С. А. Байдалинов. Инструктором отряда по альпинизму был Виталий Абалаков. Постановлением ЦИК СССР от 16 августа 1936 года за восхождение на пик «Трапеция» (6100 м) командир отряда полковник Н. А. Кичаев был награждён орденом Красной Звезды.

## Награды
За боевые отличия в разгроме басмаческих банд в 1928 году дивизия награждена Почётным революционным Красным Знаменем.

## Состав дивизии и дислокация частей

### На октябрь 1920 года
- Управление
- 7-я стрелковая бригада (впоследствии 7-й отдельный Туркестанский стрелковый полк, с 1930 — 9-й отдельный Туркестанский горнострелковый полк)
- 8-я стрелковая бригада (впоследствии 8-й Туркестанский стрелковый полк)

### На февраль 1930 года
- Управление
- 9-й отдельный Туркестанский горнострелковый полк
- 13-й Туркестанский горнострелковый полк
- 14-й Туркестанский горнострелковый полк

### 1931 год
- Управление дивизии — Термез
- 9-й отдельный Туркестанский горнострелковый полк (Н.Чарджуй)
- 13-й Туркестанский горнострелковый полк
- 14-й Туркестанский горнострелковый полк
- 3-й Туркестанский артиллерийский полк (Катта Курган)

### 01.07.1935 год
- Управление дивизии — Термез
- 9-й отдельный Туркестанский горнострелковый Краснознаменный полк (Н.Чарджуй)
- 13-й Туркестанский горнострелковый Краснознаменный полк (Керки)
- 14-й Туркестанский горнострелковый Краснознаменный полк (Термез)[3]

## Командование дивизии

### Начальники и командиры дивизии
- Белов, Иван Панфилович (15.01.1920 — 07.07.1920)
- Клементьев, Василий Григорьевич (22.11.1920 — 31.12.1920)[4]
- Зиновьев, Георгий Васильевич (с 1 апреля 1921 по 4 мая 1921)
- Лисовский, Николай Васильевич 08.12.1921 - хх.10.1922
- Бондарев, Владимир Михайлович (28.10.1922 — 02.1923)
- Окулич, Александр Константинович (02.1923 — 01.1925)
- Цветаев, Вячеслав Дмитриевич (11.1926 — 11.1929)
- Березовский, Илья Николаевич  15.05.1932 - 31.12.1934
- Чанышев, Якуб Джангирович (12.1934 — 17.05.1937)

### Военные комиссары
- Колпакчи, Владимир Яковлевич (1923)

## Известные люди, связанные с дивизией
- Стецун, Иосиф Кузьмич  —  в 1920-1922 гг., служил  начальник разведывательного отдела штаба дивизии. Впоследствии советский военачальник, полковник.
- Писарев, Иван Васильевич —  в 1920-1922 гг., служил командиром взвода 8-го и 9-го Туркестанских стрелковых полков. За боевые отличия приказом РВСР № 420 был награждён орденом Красного Знамени (1920). Впоследствии советский военачальник, генерал-майор.
- Потапов, Павел Андреевич —  в 1920-1923 гг., служил командиром батальона, зам. командира 14-го горнострелкового полка. Впоследствии советский военачальник, генерал-майор.
- Баринов, Александр Иванович —  в 1922-1926 гг.,  командиром 9-го Туркестанского стрелкового полка, помощником командира дивизии. Впоследствии советский военачальник, генерал-майор.
- Никитин, Михаил Николаевич — в январе-октябре 1923 г.,  служил  помощником командира  дивизии. Впоследствии советский военный деятель, генерал-майор, член-корреспондент Академии артиллерийских наук.
- Байдалинов, Сергей Артемьевич —  в 1924-1929 гг., служил командиром 8-го Туркестанского стрелкового полка. Впоследствии советский военачальник, генерал-майор.
- Крымский, Николай Алексеевич —  в 1925-1927 гг., служил командиром взвода 9-го Туркестанского стрелкового полка. Впоследствии советский военачальник, полковник.
- Соколов, Александр Петрович —  в 1925-1927 гг., служил командиром 7-го горнострелкового полка.
- Трунин, Иван Григорьевич —  в 1931-1932 гг., служил командиром 9-го горнострелкового полка.
- Момышулы, Бауыржан —  в 1932-1934 гг., служил командиром  взвода 14-го горнострелкового полка. Впоследствии советский военачальник, полковник.  Герой Советского Союза (1990, посмертно), Народный Герой Казахстана (1995, посмертно).
- Кичаев, Hиколай Алексеевич —  в 1932-1938 гг., служил командиром  14-го горнострелкового полка. Впоследствии советский военачальник, генерал-майор.
- Панфилов, Иван Васильевич —  в 1932-1937 гг.,  служил командиром  9-го Туркестанского стрелкового полка. Впоследствии советский военачальник, генерал-майор. Герой Советского Союза (1942)

## Примечание
1. 1 2 3  УПРАВЛЕНИЯ СТРЕЛКОВЫХ ДИВИЗИЙ. — Центральный государственный архив Советской армии. В двух томах. Том 2. Путеводитель. — 1993. — С. 174.
2. ↑  Зевелев А.И. и др. Басмачество: возникновение, сущность, крах. — Москва: Наука, 1981.
3. ↑  Дислокация войсковых частей, штабов, управлений, учреждений и заведений Рабоче-Крестьянской Красной Армии по состоянию на 1 июля 1935 года. Издание 4-го отдела штаба РККА. Москва — 1935 г.
4. ↑  Коллектив авторов. Великая Отечественная: Комдивы. Военный биографический словарь. Командиры стрелковых, горнострелковых дивизий, крымских, полярных, петрозаводских дивизий, дивизий ребольского направления, истребительных дивизий. (Ибянский — Печененко). — М.: Кучково поле, 2015. — Т. 4. — С. 218—221. — 330 экз. — ISBN 978-5-9950-0602-2.